# Ajkaceratops kozmai
Ajkaceratops kozmai Osi et al., 2010 è un dinosauro erbivoro appartenente ai ceratopsi, o dinosauri cornuti. Visse nel Cretaceo superiore (Santoniano, tra 85,8 e 84,9 milioni di anni fa) e i suoi resti fossili sono stati ritrovati in Europa (Ungheria). È stato il primo dinosauro attribuito con certezza ai ceratopsi ad essere stato scoperto in Europa.

## Descrizione
Questo dinosauro è conosciuto soltanto per i fossili parziali di un cranio (ossa del rostro, premascelle e mascelle), l'olotipo MTM V2009.192.1, che ha permesso ai paleontologi di ricostruire un animale lungo circa un metro. Il cranio, benché incompleto, doveva essere molto simile a quello di altri dinosauri noti in vari giacimenti asiatici, i Protoceratopsidae. Questi piccoli erbivori possedevano un cranio dotato di un grande becco e di una dentatura specializzata. Altri resti frammentari (catalogati come MTM V2009.193.1, V2009.194.1, V2009.195.1, e V2009.196.1) potrebbero appartenere ad Ajkaceratops.

## Habitat
I fossili di Ajkaceratops sono stati ritrovati nella formazione Csehbánya, che si formò circa 85 milioni di anni fa in una pianura alluvionale. Ajkaceratops condivideva questo habitat con altri dinosauri erbivori (Rhabdodon, Hungarosaurus), alcuni dinosauri carnivori (Pneumatoraptor), coccodrilli (Iharkutosuchus), pterosauri (Bakonydraco), tartarughe, lucertole e uccelli enantiorniti.

## Tassonomia
Ajkaceratops (il cui nome deriva dalla città di Ajka, nei pressi della quale sono stati ritrovati i fossili) è il primo rappresentante dei ceratopsi ad essere scoperto in Europa. Le somiglianze con le forme asiatiche come Bagaceratops e Magnirostris sono notevoli, e suggeriscono che questi animali siano riusciti a migrare in Europa tramite una pratica chiamata island hopping. Si ritiene infatti che l'Europa nel Cretaceo superiore fosse formata da isole.